# Sliwniza
Sliwniza (auch Slivnitsa oder Sliwnica geschrieben, bulgarisch Сливница) ist eine Stadt im Westen Bulgariens. Die Stadt ist das administrative Zentrum der gleichnamigen Gemeinde in der Oblast Sofia. Sliwniza liegt im westlichen Teil der Sofiaebene an der Europastraße 80, ca. 30 km nordwestlich der bulgarischen Hauptstadt Sofia. In der Nähe befinden sich die Städte Kostinbrod und Dragoman.
Während des Serbisch-Bulgarischen Krieges von 1885/86 (genannt auch „Krieg der [bulgarischen] Unteroffiziere gegen die [serbischen] Generäle“) fand westlich der Stadt, bei den Sliwniza-Erhebungen, die entscheidende Schlacht bei Sliwniza statt, aus der die bulgarische Armee siegreich hervorging.

## Gemeindegliederung
Die Gemeinde Sliwniza teilt sich wie folgt auf:
| - Aldomirowzi - Bawchalin - Bratuschkowo - Barloschniza - Gurguljat - Dragotinzi | - Galabowzi - Iswor - Pischtane - Powalirasch - Radulowzi - Rakita |

## Söhne und Töchter der Stadt
- Daniela Jordanowa (* 1976), Mittel- und Langstreckenläuferin